# 前769年
| 千纪： | 前1千纪 |
| 世纪： | 前9世纪 \| 前8世纪 \| 前7世纪 |
| 年代： | 前790年代 \| 前780年代 \| 前770年代 \| 前760年代 \| 前750年代 \| 前740年代 \| 前730年代 |
| 年份： | 前774年 \| 前773年 \| 前772年 \| 前771年 \| 前770年 \| 前769年 \| 前768年 \| 前767年 \| 前766年 \| 前765年 \| 前764年 |
| 纪年： | 壬申年（猴年）；周平王二年；周攜王二年；魯孝公三十八年；齊莊公二十六年；晉文侯十二年；秦襄公九年；楚若敖二十二年；宋戴公三十一年；衛武公四十四年；陳平公九年；蔡釐侯四十一年；曹惠伯二十七年；鄭武公二年；燕頃侯二十二年 |

## 大事記
- 邢侯大破北戎。[1][2]

## 逝世
- 魯孝公姬稱，魯國第十二任君主。[3]